# 甘木鉄道AR400形気動車
甘木鉄道AR400形気動車（あまぎてつどうAR400がたきどうしゃ）は、甘木鉄道の気動車である。

## 概要

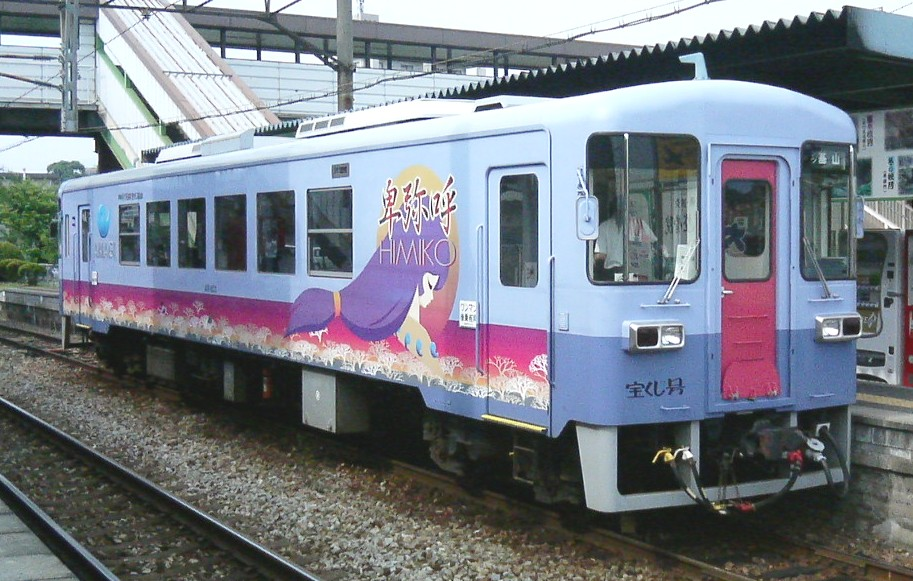
旧塗装時代のAR401

2001年（平成13年）、日本宝くじ協会の助成金を受け富士重工業にてAR401の1両が製造されたイベント用車両で、車体に「宝くじ号」の標記があり、塗装変更前は「卑弥呼号」の車両愛称があった。
AR300形AR301と同時に製造された。車体構造、エンジンなどの基本構造はAR300形に準じるが、車体塗装は公募により選ばれた特別色で、青色濃淡地に前面貫通扉を赤紫色とし、側面にイラストを入れた塗装となっていたが、2016年（平成28年）11月に白と黄色を基調にしたデザインに変更された。また、側面窓は端部の2枚を除き着色ガラスの固定窓で、座席は転換クロスシートとなっていたが、のちに転換できないよう固定された。

## 運用
他車と混用されていたが、近頃は平日の朝の通勤･通学の時間帯に運転される2両編成の列車での運用が主で、日中や土日に運用されることはほとんど無い。
2025年度（令和7年度）以降に行われる新型車両の導入により、置き換えられる予定。